# Alfred Wiener (Publizist)
Alfred Wiener (* 16. März 1885 in Potsdam; † 4. Februar 1964 in London) war ein deutscher Verbandsfunktionär und Publizist, der einen Großteil seines Lebens der Dokumentation des Antisemitismus und Rassismus in Deutschland und Europa sowie der Aufklärung der Verbrechen des Naziregimes gewidmet hat. So war er unter anderem Gründer der Wiener Library und deren langjähriger Direktor.

## Leben
Alfred Wiener wurde als Sohn des Kaufmanns Karl Wiener und der Kauffrau Amalie Rosenberg geboren. Die Familie stammte ursprünglich aus Oberschlesien. Wiener besuchte von 1896 bis 1905 das Viktoria-Gymnasium Potsdam, von 1905 bis 1910 studierte er Geschichte, Philosophie, jüdische Theologie und orientalische Sprachen an der Universität zu Berlin und gleichzeitig an der Hochschule für die Wissenschaft des Judentums. Er verbrachte die Jahre 1909 bis 1911 im Nahen Osten, und nach einem weiteren Studienjahr in Heidelberg promovierte er dort über ein Thema aus der arabischen Literatur. Während des Ersten Weltkriegs war er Soldat und bekam das Eiserne Kreuz 2. Klasse verliehen. Ab 1919 war er hochrangiger Vertreter des Centralverein deutscher Staatsbürger jüdischen Glaubens (C. V.) und identifizierte die NSDAP schon 1925 als Hauptbedrohung für die Juden in Deutschland.
1928 war er federführend an der Errichtung des „Büro Wilhelmstraße“ des C. V. beteiligt, welches die Aktivitäten der Nazis dokumentierte und bis 1933 Anti-Nazi-Material veröffentlichte. Nach der Machtergreifung Hitlers 1933 flohen Wiener und seine Familie nach Amsterdam, wo er gemeinsam mit David Cohen das Jewish Central Information Office (JCIO) gründete. 1939 flüchtete Wiener mit seiner Sammlung nach London. Den Großteil der Kriegsjahre verbrachte Wiener in den USA, wo er Material für das JCIO sammelte, aber auch für die britische und amerikanische Regierung arbeitete. Er kehrte 1945 nach London zurück, wo er das JCIO in eine Bibliothek und ein Forschungszentrum umwandelte.
Wieners erste Ehefrau Margarethe und seine drei Töchter saßen derweil in den Niederlanden fest und wurden 1943 im KZ Bergen-Belsen inhaftiert. Margarethe Wiener starb 1945, kurz nachdem sie bei einem Gefangenenaustausch mit den Töchtern in der Schweiz angelangt war, an Entkräftung. 1953 heiratete er Lotte Philips.
Mitte der 50er Jahre reduzierte Wiener seine Arbeit an der Wiener Library und reiste regelmäßig nach Deutschland, um Vorträge für Jugendliche zu halten und Kontakte zu Kirchenorganisationen herzustellen. 1955 wurde ihm das Große Verdienstkreuz des Verdienstordens der Bundesrepublik Deutschland verliehen.